# Karajiczne (obwód charkowski)
Karajiczne (ukr. Караїчне) – wieś na Ukrainie, w obwodzie charkowskim, w rejonie czuhujewskim, w hromadzie Wołczańsk. W 2001 liczyła 313 mieszkańców.